# Maghreb
Koordinaten: 30° N, 5° O
Als Maghreb (auch Maghrib) wird die historische Region im Nordwesten Afrikas am Mittelmeer bezeichnet, mit den heutigen Staaten von Tunesien, Algerien, Marokko und Westsahara, die aufgrund ihrer Geographie und Geschichte viele Gemeinsamkeiten haben. Auch Libyen und Mauretanien werden mitunter dazugezählt. Allgemeingeographisch lautet die Bezeichnung Nordwestafrika. Die historische Region östlich davon ist der Maschrek.

## Begriff
Das arabische Wort المغرب al-maghrib, DMG al-maġrib ‚der Westen‘ (wörtlich „Ort, wo die Sonne untergeht“), leitet sich vom Verb غَرَبَ gharaba, DMG ġaraba ‚weggehen, untergehen (Sonne)‘, Tamazight ⵜⴰⵎⴰⵣⵖⴰ Tamazɣa, ab. Das Gegenstück zum Maghreb ist der Maschrek (Ägypten, Israel, Palästina, Jordanien, Libanon, Syrien, Irak), arabisch المشرق al-Maschriq, DMG al-Mašriq ‚der Osten, Orient‘ (wörtlich „Ort, wo die Sonne aufgeht“), abgeleitet vom Verb شَرَقَ scharaqa, DMG šaraqa ‚aufgehen (Sonne)‘. Damit entspricht es dem abendländischen Okzident-Orient-Konzept.
Im Arabischen versteht man unter Maghreb in der Regel Marokko, welches der westlichste arabische Staat ist und dessen Eigenbezeichnung ebenfalls al-Maghrib (Kurzform von arabisch المملكة المغربية, DMG al-mamlaka al maġribiyya ‚Königreich des Maghreb‘, wörtlich „das westliche Königreich“) lautet. Die international übernommene Bedeutung Maghreb-Region wird weiter gesehen und ist primär kulturell aufzufassen.
Naturräumlich umfasst Nordwestafrika unspezifisch die Atlantikküste von etwa der Höhe der Kapverden bis Gibraltar und die Mittelmeerküste bis zur Großen Syrte mitsamt dem Hinterland. Die Fläche des Maghreb beträgt knapp 6 Millionen Quadratkilometer. Es bildet den Nordteil von Westafrika und den Westteil von Nordafrika, ebenfalls zwei unspezifische respektive vielfältig definierte Begrifflichkeiten. Ersteres umfasst den frankophon dominierten Teil Afrikas, zweiteres denjenigen nördlich der Sahelzone (in Abgrenzung zu Subsahara-Afrika).

## Gemeinsamkeiten
Die Staaten des Maghreb haben durch ihre geografische Lage viel miteinander gemein:
- drei der vier Länder im engeren Sinne bzw. vier der sechs Länder im weiteren Sinne sind Mittelmeeranrainer;
- nördlich des Atlas-Gebirges herrscht ein feucht-warmes Klima; südlich davon liegt die extrem trockene Wüste Sahara.

## Vorgeschichte und Geschichte

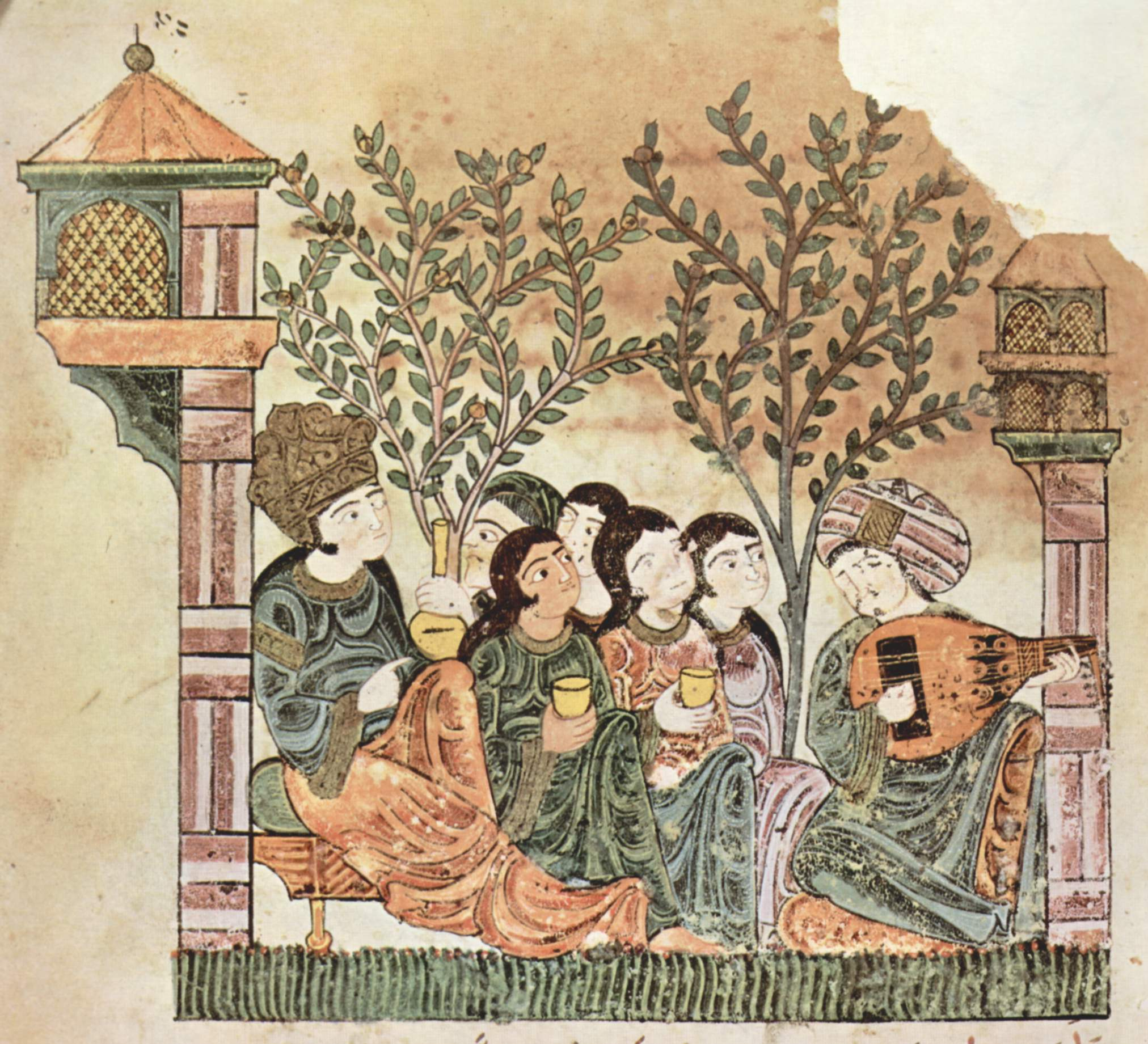
Illustration der Geschichte von Bayâd und Riyâd; maghrebinisches Manuskript, 13. Jahrhundert

Die Kulturen im Maghreb waren zunächst rein afrikanisch geprägt. Mit der Ausbreitung des Ackerbaus gelangten orientalische Einflüsse nach Ägypten und im Zuge der Ausbreitung der Cardial- oder Impressokultur auch in den Maghreb.
Die Region stand im Altertum zuerst unter phönizischem Einfluss. Karthago, die größte und mächtigste „punische“ Stadt, lag im heutigen Tunesien. Nach den Punischen Kriegen eroberte schließlich das Römische Reich den gesamten am Mittelmeer gelegenen Küstenteil. Das Gebiet war durch den Einfluss des Augustinus weitgehend christianisiert worden und damals noch hauptsächlich von den einheimischen Berbern bewohnt.
Mit der Ausbreitung des Islams im 7. Jahrhundert geriet der Maghreb unter arabischen Einfluss. Damit fand auch die heute vorkommende arabische Sprache Einzug; ein Teil der Bevölkerung spricht jedoch weiterhin die autochthonen Berbersprachen. Der anschließende jahrhundertelange osmanische Einfluss im östlichen Teil des Maghreb fand allmählich durch die europäische Kolonisation im 19. und 20. Jahrhundert ein Ende.
Nach dem Zweiten Weltkrieg wollte Frankreich seine Protektorate (Marokko, Tunesien) in Französisch-Nordafrika nach dem Vorbild Algeriens, das 1881 zum Teil des französischen Staats erklärt worden war (Algérie française), politisch enger an sich binden. Nach heftigen Protesten gegen diese Pläne wurden Marokko und Tunesien jedoch stattdessen in die Unabhängigkeit entlassen (1956). Anschließend bemühte sich das unabhängige Marokko um eine Neu-Ziehung seiner Grenzen mit Französisch-Algerien sowie Spanisch-Sahara und erhob Ansprüche auf Teile von beiden. Die Unabhängigkeit jener Protektorate führte zudem zum Entschluss im Jahre 1958, die französischen Kolonien in Afrika selbst durch ein Referendum über ihre Zukunft entscheiden zu lassen. Die große Mehrheit stimmte gegen die weitere Bindung an Frankreich, was dem Prozess der Entkolonialisierung starken Aufwind gab (Dekolonisation Afrikas).
Die Brutalitäten im Unabhängigkeitskrieg von Algerien (1954–62) waren für die Abkehr Frankreichs von seiner kolonialistischen Politik maßgebend. Algerien hatte noch bis zum Sieg der algerischen Befreiungsfront (FLN) den Status einer Kolonie. Im folgenden Jahr (1963) kam es dann im Oktober zum sogenannten Sandkrieg zwischen Marokko und Algerien bezüglich der offenen Grenzfrage, der keine Gebietsveränderung zur Folge hatte doch der Beginn einer historischen Feindschaft wurde, der bis heute anhält und den gesamten Maghreb prägt. Nach dem Abzug Spaniens aus seinen kolonialen Territorien in Nordafrika mit Ausnahme von Ceuta, Melilla sowie kleinerer Inseln folgte in 1975 der Grüne Marsch seitens Marokko in Spanisch-Sahara, der schließlich zum Ausbruch des West-Sahara Konfliktes führte, indem die Sahraui-geprägte Frente Polisario wie auch Marokko selbst das Gebiet für sich beansprucht und dabei von Algerien unterstützt wird.
In den 1980er Jahren gab es in Maghreb-Staaten mehrere sogenannte Brot-Unruhen. Mit der Selbstverbrennung des Gemüsehändlers Mohamed Bouazizi im Jahr 2011 entfachte sich von der Region aus der Arabische Frühling auf die gesamte Arabische Welt.

## Maghrebinische Händler in der jüdischen Geschichte
Im 10. Jahrhundert, als das soziale und politische Umfeld in Bagdad zunehmend judenfeindlich wurde, wanderten einige jüdische Händler in den Maghreb aus, insbesondere nach Kairouan in Tunesien. In den folgenden zwei oder drei Jahrhunderten wurden diese jüdischen Händler als Maghribi bekannt, eine besondere soziale Gruppe, die in der gesamten Mittelmeerwelt umherreiste. Sie gaben diese Identifikation vom Vater auf den Sohn weiter. Ihre eng verbundene pan-maghrebinische Gemeinschaft war in der Lage, soziale Sanktionen als glaubwürdige Alternative zum Rechtsweg zu nutzen, der zu dieser Zeit ohnehin schwach war. Diese einzigartige institutionelle Alternative ermöglichte es den Maghrebinern, sehr erfolgreich am Mittelmeerhandel teilzunehmen. Dies erleichterte die Kontakte zwischen den maghrebinischen und den europäischen jüdischen Gemeinschaften, insbesondere im Handel in der vorkolonialen Zeit. Die wichtigsten Kontaktpunkte waren Livorno in Italien mit seinem von tunesischen Kaufleuten frequentierten Hafen und Marseille in Frankreich mit seinem Gegenstück, dem Hafen für Algerien und Marokko. Die Maghreb-Region produzierte Gewürze und Leder, von Schuhen bis zu Handtaschen. Da viele der maghrebinischen Juden Handwerker und Händler waren, hatten sie Kontakt zu ihren europäischen Kunden.

## Die Union des Arabischen Maghreb
Die Staaten Algerien, Mauretanien, Marokko (nur aus marokkanischer Sicht einschließlich der Westsahara), Libyen und Tunesien haben 1989 die multinationale Union des Arabischen Maghreb gegründet.

## Sprachen
Im Maghreb wird hauptsächlich maghrebinisches Arabisch gesprochen. Weiterhin sind Berbersprachen vertreten, in Algerien und Marokko auch als Amtssprachen. Französisch ist in den Maghrebstaaten als Handels-, Bildungs- und Kultursprache von großer Bedeutung. In den Umgebungen der spanischen Städte Ceuta und Melilla findet man ebenso Spanisch oft als Zweitsprache. Mit diesem Hintergrund wachsen die meisten Bewohner des Maghrebs mehrsprachig auf.

## Wirtschaft
Algerien ist das wirtschaftlich stärkste Land, wie die folgenden Vergleichszahlen des Bruttoinlandsprodukts zeigen (Angaben in Millionen US-Dollar).
| Rang | Land        | BIP     |
| ---- | ----------- | ------- |
| 44   | Algerien    | 285.541 |
| 58   | Marokko     | 179.240 |
| 70   | Tunesien    | 108.430 |
| 81   | Libyen      | 70.386  |
| 148  | Mauretanien | 8.241   |

| Rang | Land        | BIP     |
| ---- | ----------- | ------- |
| 34   | Algerien    | 421.626 |
| 55   | Marokko     | 241.757 |
| 70   | Libyen      | 132.695 |
| 75   | Tunesien    | 120.755 |
| 143  | Mauretanien | 11.835  |

| Rang | Land        | BIP     |
| ---- | ----------- | ------- |
| 45   | Algerien    | 284.700 |
| 58   | Marokko     | 180.000 |
| 68   | Tunesien    | 108.400 |
| 81   | Libyen      | 73.600  |
| 151  | Mauretanien | 8.204   |

## Situation nach 2010
In allen nordafrikanischen Staaten gab es in den letzten Jahrzehnten ein starkes Bevölkerungswachstum. In Marokko, Tunesien und Libyen sind je 30 Prozent der Bevölkerung unter 15 Jahre alt, in Algerien 26 Prozent und in Mauretanien 40 Prozent (siehe FAO Food Price Index).

### Tunesien
Die Selbstverbrennung eines verzweifelten jungen Gemüsehändlers löste Unruhen in Tunesien aus. Der Grund für seine Tat war, dass die Behörden ihm den Gemüsehandel untersagten und so ihm und seiner Familie die Lebensgrundlage entzogen. Die Unruhen begannen am 13. Dezember 2010 und weiteten sich auf das ganze Land aus, bis der tunesische Präsident am 14. Januar 2011 nach 23 Regierungsjahren ins Exil flüchtete. Proteste begannen kurze Zeit später auch in anderen arabischen Ländern (siehe auch Revolution in Ägypten 2011). Seitdem stehen der Maghreb und andere Staaten der arabischen Welt weltweit im Fokus der Medien.

### Algerien
Etwa am 5. Januar 2011 begannen in Algerien Unruhen. Dort (wie auch in anderen Ländern) protestierten Menschen gegen massiv gestiegene Grundnahrungsmittelpreise.
Die Unruhen entzündeten sich spontan an Einzelereignissen. Laut Internationalem Währungsfonds (IWF) sind 75 Prozent der Algerier jünger als 30 Jahre, mehr als 20 Prozent von ihnen sind arbeitslos.

### Libyen
Nach vereinzelten größeren Protesten gab es am 15. Februar 2011 Demonstrationen in mehreren großen Städten, die sich in der Folge zu einem landesweiten Aufstand ausweiteten, welcher mit dem Sturz der Regierung von Muammar al-Gaddafi und dessen Tod endete.